# Rivière des Trois Pointes
Rivière des Trois Pointes är ett vattendrag i Kanada.   Det ligger i provinsen Québec, i den östra delen av landet, 700 km nordost om huvudstaden Ottawa. Rivière des Trois Pointes ligger vid sjöarna  Lac des Trois Pointes och Lac La Chesnaye.
I omgivningarna runt Rivière des Trois Pointes växer i huvudsak barrskog. Runt Rivière des Trois Pointes är det ganska tätbefolkat, med 60 invånare per kvadratkilometer.